# 區詠芷
區詠芷（英語：Michelle Au，1976年—），香港環境局局長前政治助理，曾經擔任香港地球之友副環境事務經理，曾成功推動多間連鎖日式食肆——包括元氣壽司、板前壽司、板長壽司及吉野家等——堂食時棄用即棄筷子；美心、榮華等月餅裝不再附送膠刀叉。
2005年正式加入「環保之友」，其後跟同事男友結婚。
2012年更成功推動惠康及百佳超級市場捐贈剩食。
區詠芷中學時就讀梁式芝書院，後來獲得香港浸會大學政治及國際研究社會科學學士和環境及公共衛生管理理學碩士，在2013年1月14日起擔任香港環境局政治助理。她加入政府後，表示要以身作則避免浪費食物，所以在出外進食時會把吃剩的食物拿走。
區詠芷在2017年8月2日起再次擔任香港環境局政治助理。

## 訪談／演講錄
- 減少廢物, 台灣可以, 香港怎不能?! 主講：區詠芷，主辦：香港浸會大學學生事務處 2011/12/23